# 2010 EQ169
2010 EQ169 とは、珍しい逆行小惑星の1つである。逆行小惑星の中では軌道が最も円に近く、また軌道長半径は最小である。軌道傾斜角も90度に極めて近く、唯一小惑星帯に属する。

## 観測
2010 EQ169 は、2010年3月7日に広域赤外線探査衛星によって発見された小惑星である。観測は同年3月9日までの16回しか行われておらず、それ以降は観測記録がなく行方不明である。したがって、軌道のパラメータの計算結果は不確かさが不明である。

## 軌道の性質
2010 EQ169 の軌道傾斜角は約91.61度であり、わずかながら90度を越えていることから、小惑星を含む通常の太陽系の天体とは逆の公転方向で運動する逆行小惑星に分類される。逆行小惑星は2013年7月時点で51個しか発見されていない珍しい小惑星である。また、この軌道傾斜角は順行・逆行を問わず 2005 SB223 に次いで2番目に90度に近い値を持つ小惑星である。ちなみに 2005 SB223 も逆行小惑星である。
2010 EQ169 は逆行小惑星としては珍しい軌道パラメータを持つ。逆行小惑星は軌道離心率が0.8以上という極端な楕円軌道を持つ天体が多く、小さくても0.4を下回らない事が多い。これに対して 2010 EQ169 の軌道離心率は約0.1015であり、極めて円に近い。これは逆行小惑星としては最小の値であり、次に小さい 2005 VD の約0.2498と比べても小さい。また、2010 EQ169 の軌道長半径は約2.052AUであり、これも逆行小惑星としては最小である。公転周期は約2.94年である。また、2010 EQ169 は小惑星帯に属するが、これは逆行小惑星では唯一である。